# 诺基亚Lumia 710
Nokia Lumia 710是由諾基亞開發，採用微軟Windows Phone7.5作業系統的中階智慧型手機。

## 硬件
Lumia 710提供了黑、白、黑藍、黑粉四種顏色，背蓋的顏色可以自行搭配更換（Xpress-on Cover CC-3033），有黑、白、紅、藍、黃五種顏色可供選擇，搭載ClearBlack抗反光高亮度的TFT 3.7吋電容式多點觸控螢幕，500萬畫素自動對焦相機，支援720p HD錄影，採用了Qualcomm MSM8255 1.4GHz的處理器、Adreno 205的圖形處理器，有硬體圖形加速的功能，沒有前置鏡頭，使用Micro SIM卡。

## 軟件
與其它Windows Phone手機的不同點，Nokia的Windows Phone在Mango(7.5)版韌體時並沒有開放網際網路共用的功能，必須更新成Windows Phone 7.8（Tango）後才會新增。以下為正式可以於手機、Zune上更新的韌體版本，在更新伺服器上但沒有正式發送的就不列在此清單內。

### Windows Phone 7.8

#### 1600.3036.885x.124x0
- 可以調整大小的動態磚帶來全新的開始畫面體驗，點選並按住動態磚即可調整大小。
- 新增佈景主題色彩。
- 鎖定畫面的改進，使用Bing本日精選相片當做背景圖案，以及為鎖定碼提供意外輸入保護。
- 作業系統版本7.10.8862.144。
- 修正動態磚的功能問題，例如動態磚可能無法更新的問題。

## 外部連結
- - Nokia HongKong 官方網站（页面存档备份，存于）
- - Nokia Gobal Wide 官方網站（页面存档备份，存于）